# Dissau Crime
Dissau Crime war eine deutsche Hip-Hop-Gruppe aus Dessau, bestehend aus vier Bandmitgliedern, die wegen ihrer extrem rechten und antisemitischen Texte als Vorläufer des sogenannten NS-Raps gelten.

## Bandgeschichte
Dissau Crime gründeten sich 2000. Die vier Bandmitglieder rappten in dieser Zeit vor allem in lokalen Jugendclubs. Während der Aufnahmen zu ihrem ersten Album gerieten sie in Streit und lösten die Crew wieder auf. Dennoch veröffentlichten sie 2003 das Album Zyklon D – Frontalangriff über das Label dopest-vinyl.de in einer Minimalauflage von angeblich nur 50 Stück. Die Veröffentlichung erfolgte laut einem Bandmitglied nur, um „bei allem Negativen, was die CD uns einbrachte, noch etwas Positives raus[zu]holen“.
Das Album enthielt stark antisemitische Textzeilen wie „‚D‘ steht für Dissau, die Crew, die alles kann / ‚I’ steht für Ideale, ihr blöden Wichser, / das ‚SS’ heißt Schutzstaffel, ich sage, ‚Heil Dissau’, / das ‚Sau’ ist für eure Schmerzen, und das wisst ihr genau!“ (aus  D – Steht für Dissau), „Jedem das Seine, denk an den Satz, auf dem Weg ins Gas meiner Stadt, Zyklon Dissau (ebenso) oder Ich schiess mit der Flak auf das ganze Judenpack, zack – zerwichse ich die Drecksgesellschaft.“ (aus Gestapo aus dem Osten). Als die Textzeilen publik wurden, begann die Band sich zu rechtfertigen, indem sie angab, dass auch Russen und Schwarze in ihrer Crew seien – die Härte ihrer Texte versuchten sie in Bezugnahme auf den Battle-Rap zu setzen. Im März 2005 wurde ein Verfahren wegen Volksverhetzung gegen die Band eingeleitet, zudem wurde eine Hausdurchsuchung durchgeführt, bei der das Masterband sowie Liveaufnahmen beschlagnahmt wurden. Das Album wurde am 30. Juli 2005 von der Bundesprüfstelle für jugendgefährdende Medien indiziert und der Liste B zugeordnet. Damit unterliegt es einem Verbreitungsverbot.
Die Bandmitglieder von Dissau Crime wurden im Oktober 2006 wegen Volksverhetzung zu Geldstrafen zwischen 320 und 1200 Euro verurteilt. Dagegen legten zwei der Bandmitglieder Berufung ein, die jedoch abgelehnt wurde. In ihrer Begründung gab die Richterin an: „Wenn ich darauf Bezug nehme, dass ich ein Nazi bin, dann ist der Bogen zur rechten Seite überspannt“.

## Bedeutung
Dissau Crime war die erste Rapgruppe, die sich explizit neonazistischen und antisemitischen Gedankenguts bediente. Im Gegensatz zu den späteren rechtsextremen Veröffentlichungen war dies jedoch kein Ausdruck einer gefestigten Ideologie, sondern vor allem die Lust an der Provokation. Im Hinblick auf die Hip-Hop-Szene blieb die Gruppe ohne Bedeutung.

## Diskografie
- 2003: Zyklon D – Frontalangriff (dopest-vinyl.de)